# Отокар I

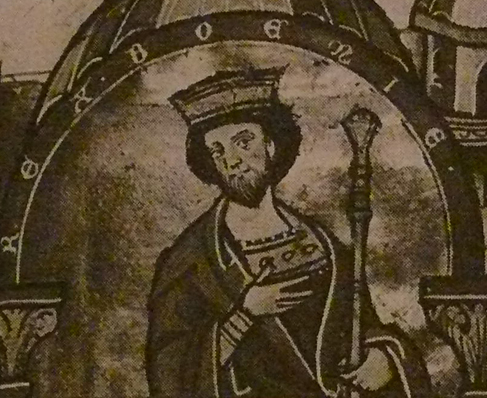
Пржемисл І Отокар

Пржемисл І Отокар (чеськ. Přemysl Otakar I, нім. Ottokar I), 1155 — 15 грудня 1230) — король Богемії з 1198 до 1230 року. Походив з династії Пржемисловичів

## Життєпис

### Участь у чварах в імперії
Був сином Владислава II, короля Богемії, та Юдіт Тюринзької. В особі Пржемисла Отакара І Богемія здобула талановитого правителя. Мистецтво урядування допомогло йому використати боротьбу за німецький трон після смерті Генріха VI на користь своєї держави та династії. Послаблення королівської влади в Німеччині зміцнило позицію чеського князя серед князів німецьких. Він правив величезною територією, яка переважала за площею будь-яку з держав, що тоді формувалися в Німеччині. Усвідомлюючи, що його країна є частиною імперії, він прагнув, як і інші великі князі, скористатися з обставин, що склалися по смерті Генріха.
До того ж, Пржемисл мав в особі свого брата Владислава III поплічника-однодумця, котрий не тільки відмовився на його користь від богемського престолу, а й як маркграф Моравії продовжував віддано підтримувати всі дії амбітного Пржемисла.
Останній використав своє право одного з курфюрстів — імператорових підчаших — брати участь у виборах нового імператора і доручив своєму братові Адальберту, архієпископу Зальцбурзькому, голосувати за Філіпа Швабського. Пізніше Пржемисл був особисто присутнім на церемонії коронування в Майнці (1198) й урочисто пообіцяв свою допомогу Філіпові проти його суперника Оттона за умови надання династії Пржемисловичів королівського титулу від імені імператора та його наступників. Більше того, він отримав підтвердження кордонів свого королівства, включаючи Моравію, та право інвеститури єпископів. Це було великим успіхом, особливо якщо згадати втручання Фрідріха І Барбаросси та Генріха VI у богемські справи, втручання, які загрожували розпадом Богемського князівства на декілька окремих земель, безпосередньо підлеглих німецькому королю та римському імператорові.
Проте Пржемисл пам'ятав про претензії папства в імперії. І коли Інокентій III, повагавшись, став на бік Філіпового супротивника Оттона IV, він зрозумів, що йому буде нелегко отримати папське підтвердження привілеїв, наданих Філіпом Швабським, тим більше що курія легко могла знайти привід для втручання у богемські справи. Хоч Пржемисл мав кількох дітей від своєї дружини Адлети з відомого роду Веттінів Мейссенських, він переніс свої почуття на Констанцу, сестру угорського короля Еммеріха, і домігся від єпископа Празького скасування свого шлюбу на підставі забороненої спорідненості. Зневажена дружина апелювала до Римської курії проти ухвали богемського єпископа. Інцидент міг перерости в таку саму трагедію, як у справі Філіпа II Французького, з яким Інокентій III повівся немилосердно. Але усвідомлення важливості Богемії для імперії та для наслідків боротьби за імператорський трон примусило папу поставитися до чеського короля дещо інакше. Він запросив його приєднатися до партії Оттона й отримати свій королівський титул від того, хто насправді мав імператорське достоїнство та ще й користувався підтримкою папи. Незважаючи на приховану погрозу, що супроводжувала це запрошення, Пржемисл зволікав і перейшов на бік Оттона IV тільки тоді, коли шанси останнього поліпшилися. Папа підтвердив привілеї, надані Пржемислу Оттоном IV, але не бажав задовольнити його прохання створити в Празі архієпископську кафедру. Короля спонукали до цього попередній досвід стосунків Пржемисловичів з празькими єпископами та перспектива постійного втручання імператорів у ці справи, доки Празька єпископія підлягатиме архієпископії Майнцькій. Вважаючи ці бажання надмірними, папа дозволив йому принаймні здійснити канонізацію (1204) св. Прокопія, настоятеля Сазавського монастиря, що був останнім прихистком слов'янської літургії в Богемії.
Однак у конфлікті, що стався по Пржемисловім відступництві, Філіп отримав перевагу і навіть погрожував поставити іншого кандидата на богемський трон. Коли Пржемисл повернувся до партії Філіпа, той полишив свого кандидата, і два суверени скріпили свої дружні стосунки урочистою обіцянкою одружити своїх неповнолітніх дітей. Невдоволений папа даремно намагався повернути чеха знову на бік свого кандидата на імператорський престол. Навіть тоді, коли Філіпа було вбито (1208), Пржемисл, попри тиск з боку папи, продовжував дотримуватися своєї династичної традиції відданості Гогенштауфенам. Але Оттон був відлучений папою від церкви за спробу захопити Сицилію у 1211 році, а Пржемисл позбувся загрози, котру курія використовувала проти нього, оскільки зневажена ним дружина померла. Водночас того ж року Пржемислу I Отакару вдалося зробити єпископом Празьким прихильну до нього людину — Андрія Гуттенштейна.
Пржемисл виявився першим з князів, хто покинув Оттона і присягнув на вірність Фрідріху II Гогенштауфену, новому кандидатові папи. Пржемислова спритність обернула цілу справу на користь Фрідріха. Молодий імператор визнав ці заслуги, підтвердивши 26 вересня 1212 року «в шляхетному місті Базелі» всі привілеї, надані чеському королю Філіппом, і звільнивши його та його нащадків від присутності на рейхстагах, за винятком тих, що проводилися поблизу Богемії — у Бамберзі, Нюрнберзі та Мерзебурзі. Королі Богемії також мали виставляти триста лицарів на коронацію імператора в Італії або сплачувати замість цього триста марок сріблом. Ця булла, скріплена золотою печаткою Сицилійського королівства, стала найціннішим документом у королівських архівах Богемії. Вона започаткувала нову добу богемської історії.
Щоб відвернути останню можливу загрозу для спадкової передачі своєї влади, Пржемисл представив знаті свого сина Вацлава для обрання своїм наступником. Це обрання підлягало затвердженню імператором, яке Пржемисл згодом і отримав. Таким чином, право первородства нарешті міцно утвердилося в домі Пржемисловичів, поклавши край безупинній боротьбі за наступництво, що була властива богемській історії. Постійні конфлікти провокувалися старим порядком успадкування престолу найстаршим представником роду. Завдяки дипломатичному хисту Пржемисла, королівство знову стало єдиним цілим, Моравія злилася з Богемією, а титул маркграфа втратив попереднє лиховісне значення. Це стало початком небувалого піднесення й розквіту Богемії.

### Зміцнення статусу Богемії
Престиж Богемії швидко зростав як в імперії, так і в усій середньовічній Європі. Першим великим успіхом Пржемисла стали заручини його восьмирічної дочки Анежки з чотирнадцятирічним королем Генріхом, сином і спадкоємцем Фрідріха II (1219).
Утім заручини Анежки започаткували складний ланцюг подій, що вплинули не лише на міжнародні відносини Богемії, а й на політичну та релігійну ситуацію в Європі. Шлюбна угода між чеським королем та імператором суперечила поглядам архієпископа Кельнського Енгельберта, котрий de facto правив Німеччиною від імені молодого короля. Попри те що інтереси Фрідріха II нагально потребували дружніх відносин із Францією задля підтримки Римської курії, Енгельберт, спонукований, поза сумнівом, традиційними заздрощами кельнських архієпископів до своїх сусідів, готувався відновити дружні стосунки Німеччини з суперницею Франції Англією. Він схилив до свого плану австрійського герцога Леопольда Бабенберга, запропонувавши шлюб англійського короля Генріха III з дочкою герцога Маргаритою. Водночас він планував союз між молодим німецьким королем та наймолодшою сестрою Генріха III Ізабеллою. Енгельберт гадав, що перехитрив Пржемисла, намовивши молодого короля Генріха розірвати заручини з чеською князівною. Проте обох, чеського короля та архієпископа, переграв герцог австрійський, який побоювався ускладнень з імператором у разі союзу між Бабенбергами та Плантагенетами. Він забезпечив руку сина Фрідріха II своїй власній дочці Маргариті (1225).
Між Богемією та Австрією спалахнула війна (1226). Тим часом Пржемисл, який не мав упереджень проти переговорів з Плантагенетами, не відхилив шлюбної пропозиції, зробленої в Празі Генріхом III Англійським його дочці. Але він був занадто занепокоєний можливим конфліктом з імператором, аби бути готовим довести справу з англійським королем до кінця. Війна з Австрією, однак, мало чим задовольнила чехів. Усе, чого Пржемисл Отакар І спромігся досягти, то це не дати австрійському герцогові увійти до складу регентства після вбивства Енгельберта, а також здобути для свого союзника Людовіка Баварського місце серед радників Генріха.
Переговори між Лондоном і Прагою продовжилися навіть після цього інциденту, але без якихось відчутних результатів. У той час як наступник Енгельберта в Кельні разом з герцогом Баварським готували союз між Англією та імперією, Фрідріх II накликав на себе відлучення від церкви за неодноразове зволікання з обіцяним хрестовим походом. Папа Григорій IX, шукаючи йому заміну на німецькому троні, знайшов її — судячи з усього, за допомогою англійців — в особі Оттона Брауншвейзького, племінника колишнього імператора Оттона IV. Давня ворожнеча між гібелінами та гвельфами загрожувала знову спалахнути на німецькій землі. Людовік Баварський втрутився у справу, намагаючись прихилити Пржемисла на свій бік, але чеський король волів зберігати вірність Фрідріхові II.
Таким чином, плани курії знову було зірвано відданістю чехів імператорові та традиційною прихильністю Пржемисловичів до Гогенштауфенів. Оттон Брауншвейзький зняв свою кандидатуру, Людовік Баварський підкорився імператору-королю, перемовини між королем Англії Генріхом III та Пржемислом Отакаром І провалилися. Принцеса Анежка втратила другого претендента на свою руку.

## Родина
1 Дружина — Аделгейда (1160—1211), донька Оттона II Веттіна, марграфа Мейсенського
Діти:
- Вратислав (1181—1225)
- Дагмар (1186—1213), дружина Вальдемара II, короля Данії

2 Дружина — Констанца (1181—1240), донька Бели III Арпада, короля Угорщини і Агнеси Антіохійської
Діти:
- Ганна (1204—1265), дружина Генріха II, герцога Вроцлавського
- Вацлав (1205—1253), король Чехії
- Владислав (1207—1227)
- Пшемисл (1209—1239)
- Вільгельміна (1210—1281)
- Агнеса (1211-1282)